# Selma Jeanne Cohen
Selma Jeanne Cohen (* 18. September 1920 in Chicago; † 23. Dezember 2005) war eine US-amerikanische Tanzhistorikerin. Sie war Herausgeberin der sechsbändigen International Encyclopedia of Dance.

## Veröffentlichungen

### Autorin
- Next week, Swan Lake: Reflections on dance and dances, Hanover, NH: Wesleyan University Press, 1982, ISBN 0-8195-6110-X
(deutsche Übersetzung: Nächste Woche, Schwanensee: Über den Tanz und das Tanzen, Frankfurt/Main: Fricke, 1988, ISBN 3-88184-081-8)

### Herausgeberin
- The modern dance: Seven statements of belief, Middletown, Conn.: Wesleyan University Press, 1969, ISBN 0-8195-6003-0
- Doris Humphrey: An artist first, Middletown, Conn.: Wesleyan University Press, 1972,  ISBN 0-8195-4054-4
- Dance as a theatre art: Source readings in dance history from 1581 to the present, New York: Dodd, Mead & Co., 1974, ISBN 0-396-06894-4
- International encyclopedia of dance, 6 Bände, New York: Oxford University Press, 1998, ISBN 0-19-509462-X